# Diana e Atteone
Diana e Atteone è un dipinto a olio su tela (185x202 cm) realizzato tra il 1556 e il 1559 dal pittore italiano Tiziano.
È conservato nella National Gallery of Scotland ad Edimburgo e nella National Gallery di Londra.
Il quadro fa parte di una serie di sette tele raffiguranti scene mitologiche tratte dalle Metamorfosi di Ovidio dipinte per Filippo II di Spagna. In questa opera, è raffigurato il momento in cui Atteone vede la nudità di Diana, episodio che provocherà la tremenda vendetta della dea.
Il quadro rimase nella collezione reale spagnola fino al 1704, quando venne regalato da Filippo V all'ambasciatore francese. I duchi d'Orléans presto lo acquistarono per la loro prestigiosa collezione, che tennero fino al 1791, quando la cedettero a un mercante di Bruxelles durante gli eventi della Rivoluzione francese. Dopo alcuni altri rapidi passaggi di proprietà, parte dei dipinti fu esposta a Londra. Gran parte della collezione, comprendente Diana e Atteone, venne comperata nel 1798 da lord Francis Egerton, terzo duca di Bridgewater, dal quale passò in eredità ai duchi di Sutherland. Ad essi rimase in proprietà fino al 2009; dal 1946, però, era stato dato in prestito alla National Gallery of Scotland. Nel 2009 il settimo duca di Sutherland vendette il dipinto, a circa un terzo del prezzo di mercato, alla National Gallery of Scotland e alla National Gallery di Londra, presso le quali è ora esposto, alternativamente, per cinque anni.